# Якуб аль-Чархи
Мавлана Якуб ибн Усман аль-Чархи (1359—1447) — исламский религиозный деятель, духовный лидер суфийского тариката Хаджаган-Накшбанди. Шейх, восемнадцатый в золотой цепи преемственности шейхов тариката. Наставник (муршид) Ходжи Ахрара. Мазар Якуба Чархи в юго-восточном пригороде Душанбе является одной из самых почитаемых святынь ислама в Республике Таджикистан.

## Биография
Его полное имя: Якуб ибн Усман ибн Махмуд ибн Мухаммад ибн Махмуд аль-Чархи. Он родился в Хорасане в селении Чарх близ Газни (ныне селение в провинции Логар Исламской Республики Афганистан) в семье учёного-богослова. Согласно некоторым источникам произошло это в 760 году хиджры (1359 год по григорианскому календарю). Предки Якуба Чархи, люди образованные, давно жили в этих местах и за праведный образ жизни пользовались большим уважением в местной мусульманской общине. Необыкновенной добротой, высокой нравственностью и мягким характером Якуб пошёл в своего деда Махмуда, известного тем, что он хотел во всём быть похожим на пророка Мухаммеда.
В детстве Якуб Чархи отличался тягой к знаниям и феноменальной памятью. Его биографы утверждают, что он знал наизусть не только Коран, но и 500 хадисов. Начальное образование будущий алим получил в семье. Видя у сына огромное желание учиться дальше, Осман ибн Махмуд отправил его в Герат. Чтобы учиться в медресе, юноше пришлось жить в отличавшейся строгостью нравов обители одного из своих учителей Абдуллаха аль-Ансари аль-Харави, но это только способствовало его сосредоточенности на учебном процессе. В Герате Якуб постигал естественные науки и основы богословия. Затем он продолжил обучение в Египте, где изучал шариат, логику и астрономию. Среди его учителей был известный исламский учёный-энциклопедист Шихабуддин аш-Ширавани. Вместе с Якубом в египетском медресе учился Зайнуддин Хафи, будущий основатель Зайнийской ветви тариката Сухравардия. Молодые богословы подружились и много времени проводили вместе за изучением книг и философскими беседами. Завершал обучение Якуб Чархи уже в Бухаре. Получив иджазат (разрешительную грамоту) на право самостоятельно выносить фетвы по богословско-правовым вопросам, молодой муджтахид планировал вернуться в Хорасан, но перед отъездом решил посетить сохбет Бахауддина Накшбанда, о котором он много слышал во время учёбы в Бухаре. Беседа с шейхом Бахауддином оказала на Якуба Чархи большое влияние, и он высказал желание встать на путь мистика Хаджаган и стать мюридом великого шейха. Решение Бахауддиину Накшбанду далось непросто. С одной стороны перед ним был ещё недостаточно опытный факих, малосведущий в тасаввуфе, и учить его азам учения у шейха не было времени. С другой стороны духовный лидер ордена сразу разглядел в молодом человеке огромный духовный потенциал. Сам Якуб Чархи в одном из своих произведений так описывал колебания шейха Бахауддина и свои переживания:

Надеясь, что откроются для меня врата счастья, я всё же очень боялся быть непринятым. Утренний намаз мы совершили вместе с шейхом. После намаза он обратился ко мне: «Добрая весть есть для тебя. Ты принят. Да будет же это благом для тебя! Мы не принимаем человека с недостатками. И даже когда принимаем достойного, то ждём, когда наступит особый час для этого человека. И из-за этого принимаем его с задержкой»— Якуб Чархи. На пути духовном
Однако на этот раз Бахауддин Накшбанд не стал его муршидом. Сначала великий шейх отправил его изучать основы тариката в Дашкулек, что недалеко от Балха, к праведнику мавлане Таджуддину. Когда же обогащённый новыми знаниями Якуб Чархи вернулся в Касри-Хиндуван, где жил Бахауддин Накшбанд, великий шейх взял его в ученики и обучил технике численного поминания «Вукуф адади». Однако, словно предчувствуя скорое окончание своего земного пути, шейх Бахауддин повелел Якубу Чархи стать мюридом своего преемника Алауддина Аттара, наследовавшего силсилу. Шейх Баха ад-дин Мухаммад ибн Бурхан ад-дин Мухаммад аль-Бухари умер в 1389 году. После его смерти внутри ордена началась борьба за лидерство между Алауддином Аттаром и другим влиятельным мюридом шейха Бахауддина Мухаммадом Парсой. Не желая участвовать в распре, Якуб Чархи под видом сбора информации для макамата (жития) Бахауддина Накшбанада удалился сначала в Бадахшан, а оттуда перебрался на родину, в Чарх. Вероятно именно в этот период на основании собранных материалов он выпустил две компиляции-рисалы — Рисала-йи абдалийа («Послание о заменяющих») и Рисала-йи унсийа («Послание о привязанности»). Когда же Алауддину Аттару удалось взять под контроль почти всю общину, он послал в Чарх гонца напомнить Якубу Чархи о завещании шейха Бахауддина Тот не стал возражать, и приехав в Чаганиан, стал мюридом шейха Алауддина и служил ему до самой его смерти, случившейся в 1399/1400 году. От Аллауддина Аттара Якуб Чархи получил тайные знания ордена, иршад — право самому быть наставником суфиев, и силсилу — преемственную святость.
Некоторое время после смерти своего учителя Якуб Чархи оставался в Чаганиане. После кончины Амира Тимура в стране стало неспокойно, и шейх Якуб со своими учениками перебрался в Гиссарскую долину. Там в кишлаке Халкату близ современного Душанбе он основал новую суфийскую школу, в которой обучал своих мюридов согласно адабу тариката Накшбанди, наставив многих благочестивых мусульман на путь духовного совершенства. Сам будучи человеком необыкновенно добрым и высоконравственным, он учил этому и своих последователей. Шейх Якуб призывал своих учеников совершать только те поступки, которые будут непременно одобрены Аллахом. Большое значение Якуб Чархи придавал рабите — духовной связи человека с Богом посредством совершенного учителя, способного поддерживать эту связь неразрывной. Он также допускал джазбу (духовное привлечение), полагая, что Аллах может привлечь к служению любого человека и возвысить его до духовного совершенства независимо от глубины его знаний, уровня духовности и социального статуса. Поэтому он оставлял своим мюридам, будущим суфийским наставникам, право самим определять, чему обучать своих последователей — зикру нафи ва исбат или джазбе. Великий шейх ордена Хаджаган-Накшбанди свято соблюдал завет Бахауддина Накшбанда, говорившего что «сердце всегда должно быть с богом, а руки в труде». Якуб Чархи сам был большим тружеником и воспитывал своих учеников посредством физического труда. Вместе со своими мюридами великий шейх разбил большой сад на берегу реки Кафирниган, в котором работал до последних дней своей жизни. Якуб Чархи брал учеников только из числа хорошо подготовленных последователей тариката, способных понять те тайные знания, которыми он обладал сам. Духовный лидер ордена всегда ставил в пример одного из самых известных своих учеников Насыр-ад-дина Убайдуллаха ибн Махмуда Шаши (Ходжу Ахрара), повторяя:

Ученик, должен являться к своему муршиду так, как это делает Убайдуллах. Лампа и фитиль его целы, масла достаточно, остается лишь поднести к нему спичку— Хасан Камиль Йылмаз. Золотая Сильсиля. Цепь Преемственности шейхов тариката Накшибандийя-Халидийя
Шейх Якуб Чархи оставил после себя литературное наследие. Его главный труд «Рисала-йе Найия» рассматривает основные положения суфизма с точки зрения тариката Хаджаган-Накшбанди и содержит комментарии к труду Джалал ад-дина Руми «Маснави-е манави» («Поэма о скрытом смысле»). Его перу принадлежит также дошедший до нашего времени трактат «Рисала-йе мухтасар дар исботи вухуди авлиё ва мурохибати эшон» («Краткий трактат в доказательстве бытия святых и их созерцания»), а также тафсир 29-го (Табрак) и 30-го (Амма) джузов Корана на таджикском языке.

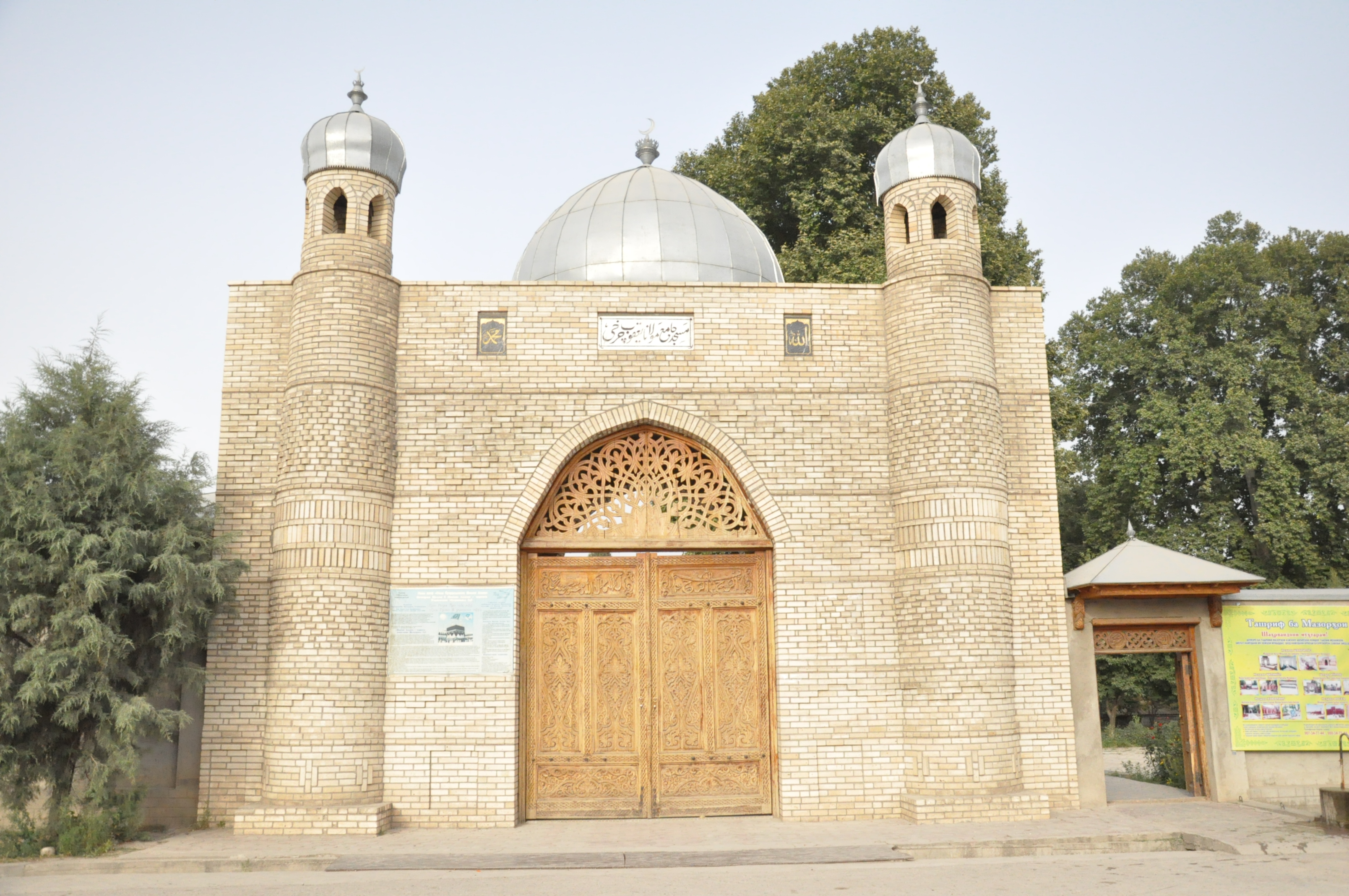
Мечеть Якуба Чархи в районе Рудаки

Шейх Якуб ибн Осман ибн Махмуд ибн Мухаммад ибн Махмуд ал-Чархи умер в кишлаке Халкату в 851-м году хиджры 5-го числа месяца Сафар (1 мая 1447 года по григорианскому календарю). Тайные знания ордена чеканщиков и силсилу он передал своему мюриду Ходже Ахрару. Мазар хазрата Якуба Чархи ныне находится в сельской общине Гулистон района Рудаки Республики Таджикистан к юго-востоку от Душанбе (38’32’33,1’N 68’52’04,2’E).

## Память
Имя шейха Якуба Чархи носят медресе и мечеть (мечеть Хазарати Мавлоно) в районе Рудаки Республики Таджикистан.